# Miles Beeson
Miles Beeson, född 21 januari 2001, är en brittisk roddare.
Beeson har studerat vid Yale University och tävlat i rodd för deras idrottsförening Yale Bulldogs.

## Karriär
Beeson började med rodd 2013. Vid junior-VM 2019 i Tokyo tog han silver tillsammans med Oliver Parish, Joseph Middleton och Felix Rawlinson i fyra utan styrman. Vid U23-VM 2021 i Račice var Beeson en del av Storbritanniens lag som tog guld i åtta med styrman. Vid U23-VM 2022 i Varese tog han guld tillsammans med Theo Darlow, Calvin Tarczy och Douwe de Graaf i fyra utan styrman. Vid U23-VM 2023 i Plovdiv tog Beeson guld tillsammans med Harry Geffen i tvåa utan styrman.
Vid EM 2025 i Plovdiv var Beeson en del av Storbritanniens lag som tog guld i åtta med styrman.